# Gisela Haller
Gisela Haller (* 1936) ist eine deutsche Filmeditorin.
Haller wuchs in Berlin auf und absolvierte ihre Ausbildung bei Mosaik-Film und der Berliner Synchron. Sie begann 1959 als Schnittassistentin, zu jener Zeit lernte sie auch ihren späteren Ehemann, den Filmeditor Hermann Haller kennen. 1967 debütierte sie selbst als Editorin bei Herrliche Zeiten im Spessart. Sie war überwiegend im Unterhaltungsfilm tätig, beispielsweise der Jerry-Cotton-Filmreihe der 1960er Jahre oder Die Lümmel von der ersten Bank. Ihr Schaffen umfasst mehr als 50 Film- und Fernsehproduktionen. Ihren letzten Film Heute heiratet mein Mann schnitt sie im Jahr 2006.
2011 wurde Gisela Haller vom Forum für Filmschnitt und Montagekunst Filmplus mit dem Geißendörfer Ehrenpreis Schnitt ausgezeichnet.
Gisela Haller lebt in München.

## Filmografie (Auswahl)
- 1967: Herrliche Zeiten im Spessart
- 1967: Rheinsberg
- 1968: Bengelchen liebt kreuz und quer
- 1968: Morgens um sieben ist die Welt noch in Ordnung
- 1968: Zuckerbrot und Peitsche
- 1969: Todesschüsse am Broadway
- 1969: Pepe, der Paukerschreck
- 1971: Zwanzig Mädchen und die Pauker
- 1971: Morgen fällt die Schule aus
- 1972: Betragen ungenügend!
- 1972: Versuchung im Sommerwind
- 1973: Paganini
- 1975/78: Lady Dracula
- 1978: Hurra, die Schwedinnen sind da
- 1978: Popcorn und Himbeereis
- 1979: Austern mit Senf
- 1979: Hot Dogs auf Ibiza
- 1979: Die Schulmädchen vom Treffpunkt Zoo
- 1979: Sunnyboy und Sugarbaby
- 1980: Drei Schwedinnen auf der Reeperbahn
- 1980: Zärtlich aber frech wie Oskar
- 1983: Die unglaublichen Abenteuer des Guru Jakob
- 1985: Flammenzeichen
- 1989: Sukkubus – Den Teufel im Leib
- 1990: Peterchens Mondfahrt
- 1991: Erfolg
- 1991: Manta Manta
- 1994: Des Kaisers neue Kleider
- 1994: Voll normaaal
- 1997: Kidnapping – Ein Vater schlägt zurück
- 1999: Die Piraten der Karibik
- 2004: Tödlicher Umweg
- 2005: Papst Johannes Paul II.
- 2006: Heute heiratet mein Mann